# Aile Fauvel
 (décembre 2017).
Si vous disposez d'ouvrages ou d'articles de référence ou si vous connaissez des sites web de qualité traitant du thème abordé ici, merci de compléter l'article en donnant les références utiles à sa vérifiabilité et en les liant à la section « Notes et références ».

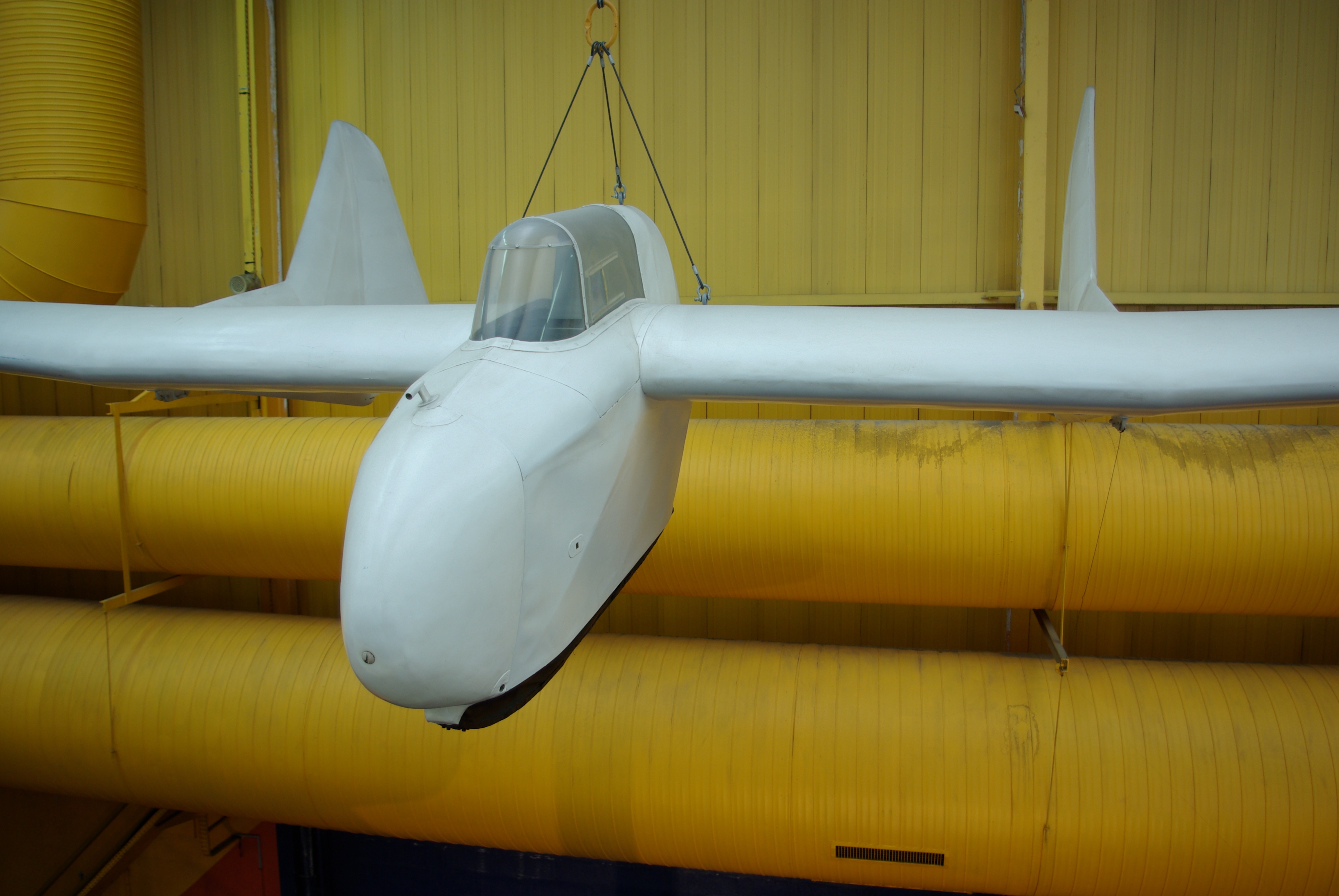
Un Fauvel AV-36 exposé au Musée de l'Air et de l'Espace du Bourget.

Les ailes volantes Fauvel sont une création du pilote militaire et d'essais français Charles Fauvel (1904-1979) que l'on peut considérer comme l'un des pères de l'aile volante en faisant voler sa première aile AV-3 en 1933. 

## Histoire

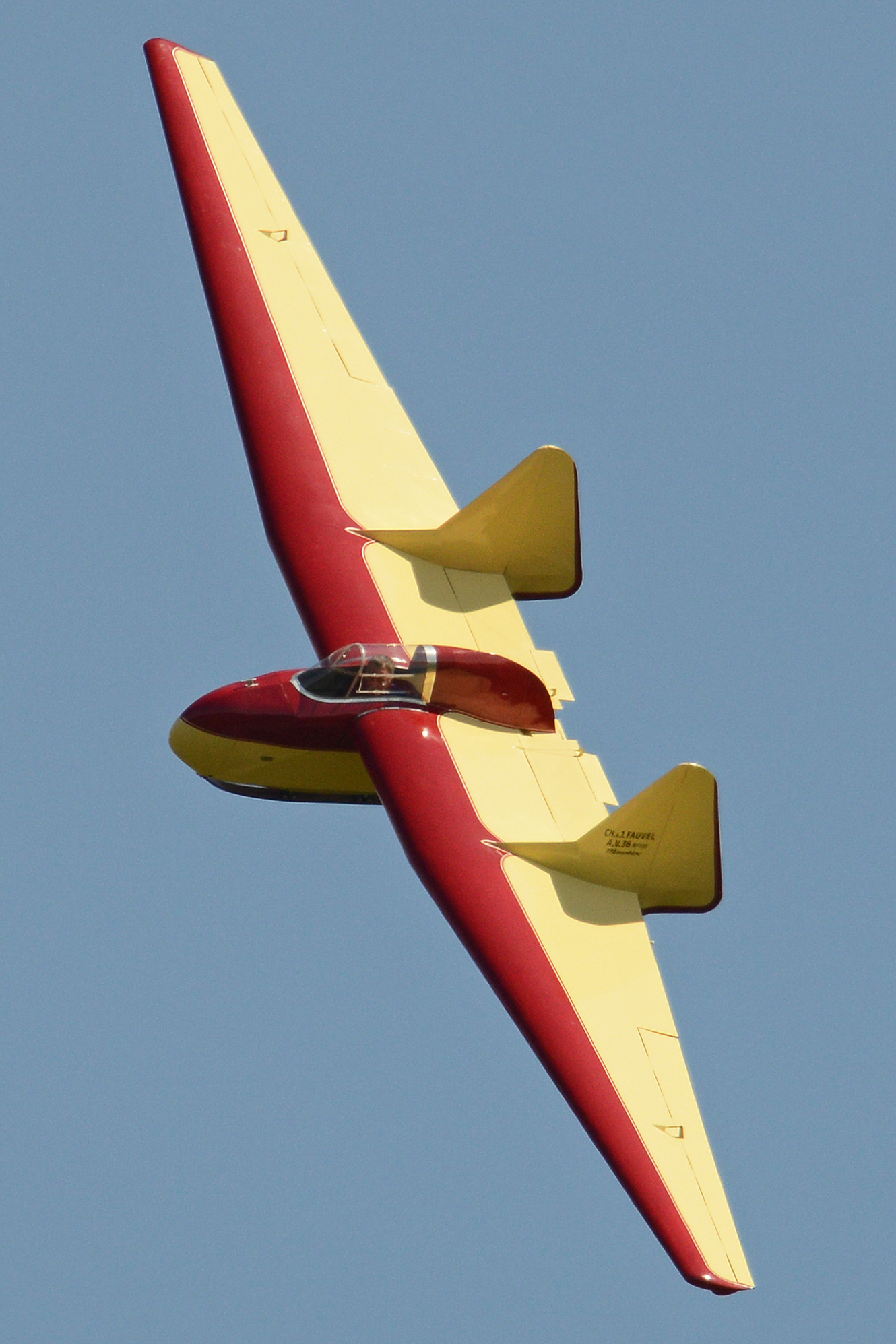
vue en diagonale de l'aile

Dans ses recherches pour créer un planeur le plus efficace, simple, solide et sûr, Charles Fauvel invente une aile volante, d'un seul tenant, bord d'attaque droit, à profil autostable épais, sans vrillage, sans queue stabilisatrice, pourvue d'une ou plusieurs dérives, d'une traînée minimale, pilotable sur 3 axes, ne décrochant pas et d'une solidité exceptionnelle vu que les ailes volantes Fauvel supportent jusqu'à 12G avant rupture (contre classiquement 6 à 8G).
Ces planeurs furent réputés dans les années 1950 et furent complétés par des motoplaneurs. Certains concepteurs se sont par la suite inspirés de cette formule pour créer à leur tour des motoplaneurs ou planeurs aile volante, tel Jim Marske aux États-Unis avec la série des Pioneer et Monarch, ou Claude Noin en France avec les Choucas, qui sont tous toujours produits et continuellement améliorés.
Du point de vue du pilotage, ces ailes sont un peu particulières et nécessitent pour un pilote « ordinaire » un apprentissage, car elles réagissent de façon différente par rapport à un planeur classique : profondeur et ailerons très sensibles et puissants et direction lente du fait du faible bras de levier, aérofreins très efficaces pour faciliter l'atterrissage.En effet, par conception, il ne pouvait y avoir de volets hypersustentateurs classiques. Le pilotage devait être très fin pour en tirer le meilleur parti, toute action excessive sur les commandes entraîne une forte trainée donc une perte d'altitude.
Selon les témoignages, certains pilotes adorent ce type de pilotage, d'autres, plus rares, détestent.
Le principal inconvénient de la formule est la forte sensibilité au centrage des masses.
Le planeur AV36, dont le premier vol date du 31 décembre 1951, fut largement exporté et plus d'une centaine de planeurs de ce type furent construits sous licence en Europe, mais aussi au Canada et au Brésil.
Plusieurs ailes Fauvel d'époque volent encore partout dans le monde et en particulier en Suisse et Allemagne où il existe une tradition des « Nurflugel » (aile volante) notamment avec les ailes volantes Horten qui se caractérisent par un bord d'attaque en flèche et un vrillage de l'aile pour la stabilité, un peu moins efficace aux faibles vitesses, mais permettant des vitesses supérieures : technique exploitée sur les avions de John Knudsen Northrop, dont le fameux B-2 Spirit. Le planeur ultra-léger Aeriane « Swift » exploite également cette technique.
Surtout connu pour ses planeurs, Charles Fauvel a aussi développé de nombreux motoplaneurs et avions aile volante, le premier à avoir volé est l'AV10 en 1935.